# Dirk Bogarde
Derek Jules Gaspard Ulric Niven van den Bogaerde (Londres, 28 de marzo de 1921-ibidem, 8 de mayo de 1999), conocido como Dirk Bogarde fue un actor y escritor británico.

## Biografía
Nació en West Hampstead (Londres), de ascendencia neerlandesa y escocesa. Su padre, Ulric van den Bogaerde (nacido en Perry Barr, Birmingham), era el editor artístico de The Times y su madre, Margaret Niven, era actriz. Se unió al ejército y participó en la Segunda Guerra Mundial, alcanzando el rango de capitán. Participó en batallas en Europa y el Pacífico, principalmente como oficial de inteligencia. En abril de 1945 fue uno de los primeros oficiales aliados en llegar al campo de concentración Bergen-Belsen en Alemania, una experiencia que lo marcó bastante y de la cual no pudo hablar durante varias décadas. Su horror y repulsión hacia la crueldad que vio en Belsen ayudaron a crear una especie de hostilidad hacia Alemania. En los años 90 escribió que bajaría de un ascensor antes que estar en uno junto a un alemán. Irónicamente, tres de sus papeles más importantes serían interpretando a un alemán (uno de ellos, un oficial de las SS).

## Trayectoria
Tras la guerra, la elegancia de Bogarde le permitió comenzar una carrera como actor, siendo contratado por la Organización Rank.
En 1950 logró cierto reconocimiento tras su papel como el criminal Tom Riley, quien disparó al policía George Dixon en The Blue Lamp; pero fue la comedia Doctor in the House (1954), producida por Betty Box, dirigida por Ralph Thomas y coprotagonizada por Kenneth More, Donald Sinden y James Robertson Justice, la que hizo de Bogarde una estrella.
Durante los años cincuenta, interpretó a un asesino que se hace amigo de un joven en Hunted (1952, también conocida como The Stranger in Between); un aviador que, en contra de las órdenes, se une a un gran ataque en contra de los alemanes en Appointment in London (1953); el papel de un sargento atrapado en una lancha con Michael Redgrave en The Sea Shall Not Have Them (1954) y, en The Sleeping Tiger (1954), a un criminal, acompañado de la actriz Alexis Smith.
La primera película de Bogarde junto al director Joseph Losey, Doctor at Sea (1955), coprotagonizada por Brigitte Bardot en uno de sus primeros papeles cinematográficos; Cast a Dark Shadow (1955), como un hombre que se casa por dinero y luego asesina a su esposa; The Spanish Gardner (1956), coprotagonizada por Cyril Cusack y Bernard Lee; Doctor at Large (1957), otro trabajo de la serie de doctores, coprotagonizada por Shirley Eaton; A Tale of Two Cities (1958), una adaptación del clásico de Charles Dickens; The Doctor's Dilemma (1959), por George Bernard Shaw y coprotagonizada por Leslie Caron y Robert Morley, no es parte de la serie de doctores; y Libel (1959), interpretando a dos personajes y coprotagonizada por Olivia de Havilland.
Bogarde se convirtió rápidamente en un ídolo de matiné y se convirtió en el británico más popular de Hollywood durante los años cincuenta. La principal característica de las actuaciones de Bogarde era su natural desenvoltura frente a las cámaras, no costándole asumir complicados perfiles de sus personajes, de hecho fue uno de los primeros actores en interpretar a un bisexual en la pantalla inglesa.
Bogarde abandonó su imagen de galán y "eligió papeles que desafiaban la moralidad recibida y que ampliaban el alcance del cine",  como su personaje en Victim (1961); Hugo Barrett en The Servant (1963) (dirigida por Joseph Losey); el reportero de televisión Robert Gold en Darling (1965); Stephen, un profesor de la Universidad de Oxford, en Accident (1967); el empresario alemán Frederick Bruckman en la película de Luchino Visconti The Damned (La caída de los dioses) (1969); el exnazi Max, en la controvertida The Night Porter (Portero de noche) (1974), dirigida por Liliana Cavani, y Gustav von Aschenbach, quizá el más conocido de sus personajes, en Muerte en Venecia (1971), también dirigida por Luchino Visconti. Estas películas constituyen la "edad de oro" de Bogarde.
Otras películas de Bogarde durante los años sesenta y setenta fueron The Angel Wore Red (1960), donde hizo de un sacerdote que se enamora del personaje de Ava Gardner, quien trabaja en un cabaret durante la guerra civil española;
Song Without End (1960), donde interpreta a Franz Liszt y dirigido por George Cukor; The Singer Not the Song (1961), como un bandido mexicano y coprotagonizada por John Mills como sacerdote; HMS Defiant (también conocida como Damn the Defiant!) (1962), donde hace el personaje del teniente Scott-Padget junto a Alec Guinness; I Could Go On Singing (1963), interpretando a David Donne coprotagonizando con Judy Garland en su último papel cinematográfico; The Mind Benders (1963), una película sobre experimentos en la Universidad de Oxford (precursora de Altered States (1980)) interpretando al Dr. Henry Longman; Hot Enough For June (1964), (también conocida como Agent 8 3/4) (1964), una parodia de James Bond interpretando al agente secreto Nicholas Whistler; King And Country (1964), haciendo el papel del Capitán Hargreaves, junto a Tom Courtenay; Modesty Blaise (1966), película de espías donde hizo del archivillano Gabriel; Our Mother's House (1967), donde interpretó a Charlie Hook, padre de siete hijos, dirigido por Jack Clayton; The Fixer (1968), basada en la novela de Bernard Malamud donde hizo de Bibikov, coprotagonizada por Alan Bates; Sebastian (1968), interpretando al profesor de la Universidad de Oxford Mr. Sebastian junto a John Gielgud, Susannah York y Lilli Palmer; Oh! What A Lovely War (1969), haciendo el papel de Stephen, coprotagonizada por John Gielgud y dirigida por Richard Attenborough; Justine (1969), interpretando a Pursewarden y dirigida por George Cukor; Le Serpent (1973), haciendo el papel de Boyle, coprotagonizada por Henry Fonda y Yul Brynner; A Bridge Too Far (1977), en el controvertido papel del General Frederick "Boy" Browning junto a Sean Connery, y otras estrellas; Providence (1977), interpretando a Claude Langham y coprotagonizada por John Gielgud; Despair (1978), como Hermann Hermann, y Daddy Nostalgie (1991), haciendo de Daddy junto a la actriz Jane Birkin, en la última interpretación cinematográfica de Bogarde.
Mientras estaba en la Organización Rank, Bogarde fue considerado para la versión cinematográfica de Lawrence Of Arabia, la cual sería dirigida por Anthony Asquith. El rol de Lawrence finalmente fue entregado a Peter O'Toole, en una película distribuida por Columbia Pictures en 1962 y dirigida por David Lean. El no poder interpretar a Lawrence de Arabia fue una de las grandes decepciones de Bogarde en la industria del cine. Bogarde también fue considerado para el rol en la película de MGM Doctor Zhivago (1965). Mientras trabajaba en Darling con Julie Christie, recibió la noticia de que interpretaría a Lara en Zhivago, pero Bogarde no. Algunos años antes, había rechazado el rol de Gaston en Gigi (1958) de MGM. Cualquiera de estos tres papeles le hubieran dado reconocimiento internacional, pero no fue así. Sin embargo, Bogarde dejó su legado en un estilo diferente de personajes, más controvertidos. En 1961, el director artístico Sir Laurence Olivier le ofreció la oportunidad de interpretar a Hamlet en el recién fundado Chichester Festival Theatre, pero tuvo que rechazarla debido a sus compromisos cinematográficos. Bogarde declaró posteriormente que lamentaba haber rechazado la oferta de Olivier y, con ella, la oportunidad de "aprender realmente mi oficio".

## Años posteriores y vida privada
En 1977 Bogarde se dedicó a su segunda carrera, como escritor. Comenzando con su primer volumen A Postillion Struck by Lightning, escribió una serie de autobiografías, novelas y críticas de libros. Como escritor Bogarde demostró ser un autor de estilo elegante.
Bogarde nunca contrajo matrimonio, y durante su vida, se dijo que era homosexual. Durante varios años compartió su hogar con su representante Anthony "Tony" Forwood (esposo de la actriz Glynis Johns y padre del actor Gareth Forwood), pero negó varias veces que su relación fuese algo más que amistad.
Aunque Bogarde ha sido criticado por algunos ya que nunca hizo conocer su situación, protagonizó la película de 1961 Victim donde interpretaba a un bisexual en Londres que mantenía una relación sentimental con un joven. Victim es considerada la primera película británica en tratar seriamente el tema de la homosexualidad. La película ayudó a cambiar las leyes que afectaban a los homosexuales en el Reino Unido, gracias a las labores de Harold Wilson en 1967.
La relación más seria de Bogarde con una mujer fue con la actriz francesa Capucine, con la que quería casarse.
Los papeles de Bogarde lo convirtieron en un artista de culto. El cantante Morrissey era uno de sus admiradores, y, según Charlotte Rampling, Bogarde recibió una oferta en 1990 de Madonna para aparecer en su video Justify My Love, citando The Night Porter como inspiración. Bogarde rechazó su oferta.
Debido a su hábito de fumar, Bogarde sufrió un pequeño infarto en noviembre de 1987, mientras Tony Forwood estaba muriendo debido a su cáncer y enfermedad de Parkinson.
En septiembre de 1996 se sometió a una operación debido a complicaciones arteriales, y sufrió un severo accidente cerebrovascular después de la cirugía. Durante los últimos tres años de su vida Bogarde tuvo un lado de su cuerpo paralizado, algo que además le afectó la voz.
Logró, sin embargo, completar un último volumen autobiográfico. Antes de morir pasó sus últimos días junto a su amiga Lauren Bacall. Falleció en Chelsea de un ataque cardíaco el 8 de mayo de 1999, a la edad de 78 años. Sus cenizas fueron esparcidas en el estado de Le Haut Clermont cerca de Grasse, al sur de Francia.

## Premios y reconocimientos
Bogarde fue nominado cinco veces como Mejor Actor por la Academia Británica de las Artes Cinematográficas y de la Televisión (BAFTA), ganando en dos ocasiones, por The Servant en 1963 y por Darling en 1965. También recibió el premio a la trayectoria del Círculo de Críticos Cinematográficos de Londres en 1991. Hizo un total de 63 películas entre 1939 y 1991. En 1983 recibió un premio especial por sus servicios al cine en el Festival de Cannes. En 1987 se le concedió la beca del British Film Institute. En 1988, Bogarde recibió el primer premio BAFTA Tribute por su destacada contribución al cine.
Dirk Bogarde recibió el título de caballero en 1992 debido a sus servicios mediante la actuación, y recibió otros honores de las universidades St. Andrews y Sussex. 
Bogarde fue nombrado caballero del Reino Unido en 1992, Commandeur de l'Ordre des Arts et des Lettres por el gobierno francés en 1990, doctor honoris causa en literatura el 4 de julio de 1985 por la Universidad de St Andrews (Escocia) y doctor honoris causa en letras en 1993 por la Universidad de Sussex (Inglaterra).
En 1984, Bogarde presidió el jurado del Festival de Cannes, siendo el primer británico en ocupar este cargo.

## Filmografía
| Año  | Película                              | Personaje                                                |
| 1939 | Come on George!                       | Extra                                                    |
| 1947 | Dancing with Crime                    | Policía                                                  |
| 1948 | Once a Jolly Swagman                  | Bill Fox                                                 |
| 1948 | Esther Waters                         | William Latch                                            |
| 1949 | Boys in Brown                         | Alfie Rawlins                                            |
| 1949 | Quartet                               | George Bland (episodio "The Alien Corn")                 |
| 1949 | Dear Mr. Prohack                      | Charles Prohack                                          |
| 1950 | The Woman in Question                 | R.W. (Bob) Baker                                         |
| 1950 | The Blue Lamp                         | Tom Riley                                                |
| 1950 | Blackmailed                           | Stephen Mundy                                            |
| 1950 | So Long at the Fair                   | George Hathaway                                          |
| 1952 | Appointment in London                 | Comandante de ala Tim Mason                              |
| 1952 | Hunted                                | Chris Lloyd                                              |
| 1952 | Penny Princess                        | Tony Craig                                               |
| 1952 | The Gentle Gunman                     | Matt Sullivan                                            |
| 1953 | They Who Dare                         | Teniente Graham                                          |
| 1954 | The Sea Shall Not Have Them           | Sargento de vuelo MacKay                                 |
| 1954 | For Better, for Worse                 | Tony Howard                                              |
| 1954 | Doctor in the House                   | Dr. Simon Sparrow                                        |
| 1954 | The Sleeping Tiger                    | Frank Clemmons                                           |
| 1955 | Simba                                 | Alan Howard                                              |
| 1955 | Doctor at Sea                         | Dr. Simon Sparrow                                        |
| 1956 | The Spanish Gardener                  | José                                                     |
| 1957 | Cast a Dark Shadow                    | Edward "Teddy" Bare                                      |
| 1957 | Ill Met by Moonlight                  | May. Patrick Leigh Fermor también conocido como Philedem |
| 1957 | Doctor at Large                       | Dr. Simon Sparrow                                        |
| 1957 | Campbell's Kingdom                    | Bruce Campbell                                           |
| 1958 | A Tale of Two Cities                  | Sydney Carton                                            |
| 1958 | The Wind Cannot Read                  | Teniente de vuelo Michael Quinn                          |
| 1958 | The Doctor's Dilemma                  | Louis Dubedat                                            |
| 1959 | Libel                                 | Sir Mark Sebastian Loddon/Frank Welney/Número Quince     |
| 1960 | Song Without End                      | Franz Liszt                                              |
| 1960 | The Angel Wore Red                    | Arturo Carrera                                           |
| 1961 | Victim                                | Melville Farr                                            |
| 1961 | The Singer Not the Song               | Anacleto                                                 |
| 1962 | We Joined the Navy                    | Dr. Simon Sparrow (cameo)                                |
| 1962 | H.M.S. Defiant                        | 1st Lt. Scott-Padget                                     |
| 1962 | The Password Is Courage               | Sargneto mayor Charles Coward                            |
| 1963 | The Mind Benders                      | Dr. Henry Longman                                        |
| 1963 | I Could Go On Singing                 | David Donne                                              |
| 1963 | The Servant                           | Hugo Barrett                                             |
| 1963 | Doctor in Distress                    | Dr. Simon Sparrow                                        |
| 1964 | King & Country                        | Capt. Hargreaves                                         |
| 1964 | Hot Enough for June                   | Nicholas Whistler                                        |
| 1964 | The High Bright Sun                   | Maj. McGuire                                             |
| 1965 | Darling                               | Robert Gold                                              |
| 1966 | Modesty Blaise                        | Gabriel                                                  |
| 1966 | Blithe Spirit (TV)                    | Charles Condomine                                        |
| 1967 | Accident                              | Stephen                                                  |
| 1967 | Our Mother's House                    | Charlie Hook                                             |
| 1968 | Sebastian                             | Sebastian                                                |
| 1968 | The Fixer                             | Bibikov                                                  |
| 1969 | La caduta degli dei (Götterdämmerung) | Frederick Bruckmann                                      |
| 1969 | Oh! What a Lovely War                 | Stephen                                                  |
| 1969 | Justine                               | Pursewarden                                              |
| 1970 | Upon This Rock (TV)                   | Carlos III                                               |
| 1971 | Muerte en Venecia                     | Gustav von Aschenbach                                    |
| 1973 | Night Flight from Moscow              | Philip Boyle                                             |
| 1974 | El portero de noche                   | Maximilian Theo Aldorfer                                 |
| 1975 | Permission to Kill                    | Alan Curtis                                              |
| 1977 | A Bridge Too Far                      | Frederick Browning                                       |
| 1977 | Providence                            | Claude Langham                                           |
| 1978 | Despair                               | Hermann Hermann                                          |
| 1981 | The Patricia Neal Story (TV)          | Roald Dahl                                               |
| 1986 | May We Borrow Your Husband? (TV)      | William Harris                                           |
| 1987 | The Vision                            | James Marriner                                           |
| 1990 | Daddy Nostalgie                       | Daddy                                                    |

## Otros trabajos

### Autobiografías/memorias
- A Postillion Struck by Lightning, 1977
- Snakes and Ladders, 1978
- An Orderly Man, 1983
- Backcloth, 1986
- A Particular Friendship, 1989
- Great Meadow, 1992
- A Short Walk from Harrods, 1993
- Cleared for Take-Off, 1995
- For the Time Being: Collected Journalism, 1998
- Dirk Bogarde: The Complete Autobiography
- Dirk Bogarde: The Complete Career Illustrated con Robert Tanitch

### Novelas
- A Gentle Occupation, 1980
- Voices in the Garden, 1981
- West of Sunset, 1984
- Jericho, 1991
- A Period of Adjustment, 1994
- Closing Ranks, 1997

### Biografías
- Dirk Bogarde, Rank Outsider, por Sheridan Morley, apareció en 1996.
- Dirk Bogarde, The Authorised Biography, por John Coldstream, apareció en 2004.